# 庆福帝姬
庆福帝姬（1120年—？），宋徽宗第三十一女。
庆福帝姬在靖康之变时8岁，靖康之变后入金国。《要盟录》未记载其被俘，《靖康皇族陷虏记》未记载其下落，但被《文献通考》计入被俘公主名单。

## 关联
- 帝姬